# Michael Shermer

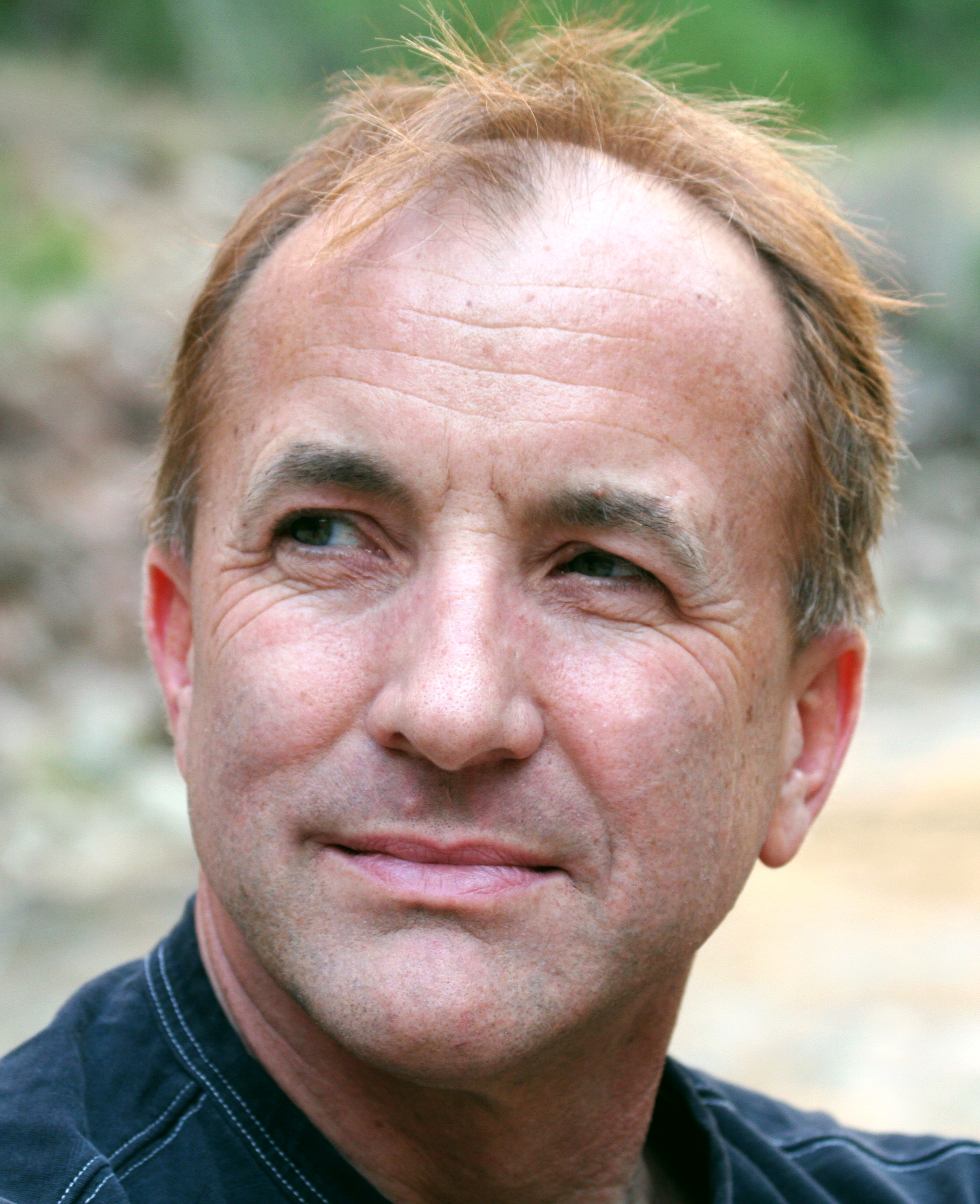
Michael Shermer în 2007

Michael Brant Shermer (n. 8 septembrie 1954 la Glendale, California) este un scriitor american și specialist în istoria științei și fondator al The Skeptics Society.
Este cunoscut pentru critica adusă pseudoștiinței și existenței fenomenelor supranaturale. Un prim exemplu îl constituie cartea sa Why People Believe Weird Things, apărută în 1997 și tradusă în română sub titlul De ce cred oamenii în bazaconii.
Este profesor universitar adjunct la Universitatea Chapman⁠(en)[traduceți], o universitate creștină din SUA.
La început a studiat teologia, apoi a trecut la psihologie, unde obține licența în 1976 la Universitatea de Stat din California.
Din 1979, pasiunea pentru ciclism l-a determinat să participe la curse pe distanțe lungi, printre care cursa de 3.000 de mile care traversează America, iar pentru câțiva ani testează diverse metode de îmbunătățirea performanțelor sportive, prilej cu care descoperă netemeinicia pseudoștiințelor.
În 1991 obține un doctorat în istoria științei, apoi devine profesor în acest domeniu la Occidental College.
În 1992 înființează The Skeptics Society (Societatea scepticilor) și apoi a început să editeze revista Skeptic.
A organizat o serie de conferințe științifice la Institutul Tehnologic din California, având invitați iluștri, între care Richard Dawkins, Stephen Jay Gould, Daniel Dennett, Jared Diamond și Steven Pinker. Apare frecvent în dezbateri publice și la televiziune pentru a demasca impostura și frauda pseudoștiințelor și are o rubrică permanentă în revista Scientific American.

## Scrieri
- 1997: Why People Believe Weird Things;
- 2001: How We Believe: The Search for God in an Age of Science
- 2001: The Borderlands of Science: Where Sense Meets Nonsense;
- 2004: The Science of Good and Evil;
- 2005: Science Friction: Where the Known Meets the Unknown;
- 2006: Why Darwin Matters;
- 2007: The Mind of the Market.